# 木村玉之助 (13代)
13代木村 玉之助（きむら たまのすけ、本名：清水 伊三郎（きよみず いさぶろう）1888年1月14日 - 1966年10月20日）は大相撲の元立行司。所属はよく変わったが、最後は中村部屋。京都府京都市東山区出身。

## 人物
京都府京都市東山区五条下ル庵町出身。1888年（明治21年）1月14日生まれ。
1897年（明治30年）5月に大阪相撲にて初土俵を踏む。1922年（大正11年）1月に幕内格に昇格したのち、東西合併により上京。1935年（昭和10年）5月に三役格に昇格し、1940年（昭和15年）5月場所に立行司に昇格し、「木村玉之助」を襲名するも、1951年（昭和26年）5月場所に副立行司制が導入されると同時に、それに降格された。1960年（昭和35年）1月場所で行司の停年（定年）制実施時に副立行司も廃止され、前年（1959年（昭和34年））11月場所限りで停年退職。満71歳であった。
1966年（昭和41年）10月26日、満78歳で死去。
玉之助の名跡は、13代を最後に約60年を経た今日まで襲名する行司はなく、名跡は事実上途絶えている。
陶芸家で人間国宝の清水卯一は実弟。